# 1080 (numero)
Milleottanta (1080) è il numero naturale dopo il 1079 e prima del 1081.

## Proprietà matematiche
- È un numero pari.
- È un numero composto da 32 divisori: 1, 2, 3, 4, 5, 6, 8, 9, 10, 12, 15, 18, 20, 24, 27, 30, 36, 40, 45, 54, 60, 72, 90, 108, 120, 135, 180, 216, 270, 360, 540, 1080. Poiché la somma dei suoi divisori (escluso il numero stesso) è 2520 > 1080, è un numero abbondante.
- È un numero pentagonale.
- È un numero di Harshad nel sistema numerico decimale, cioè è divisibile per la somma delle sue cifre.
- È un numero semiperfetto in quanto pari alla somma di alcuni (o tutti) i suoi divisori.
- È un numero congruente.
- È un numero intoccabile.
- È un numero pratico.
- È un numero malvagio.
- È parte delle terne pitagoriche  (114, 1080, 1086) (198, 1080, 1098), (243, 1080, 1107), (315, 1080, 1125), (329, 1080, 1129), (450, 1080, 1170), (576, 1080, 1224), (648, 864, 1080), (672, 1080, 1272), (810, 1080, 1350), (957, 1080, 1443), (975, 1080, 1455), (1071, 1080, 1521), (1080, 1134, 1566), (1080, 1258, 1658), (1080, 1440, 1800), (1080, 1638, 1962), (1080, 1794, 2094), (1080, 1881, 2169), (1080, 2025, 2295), (1080, 2310, 2550), (1080, 2592, 2808), (1080, 2816, 3016), (1080, 3150, 3330), (1080, 3519, 3681), (1080, 3565, 3725), (1080, 3813, 3963), (1080, 3978, 4122), (1080, 4800, 4920), (1080, 5346, 5454), (1080, 5782, 5882), (1080, 6027, 6123), (1080, 6435, 6525), (1080, 7250, 7330), (1080, 8064, 8136), (1080, 9690, 9750), (1080, 10773, 10827), (1080, 11639, 11689), (1080, 12126, 12174), (1080, 14560, 14600), (1080, 16182, 16218), (1080, 18209, 18241), (1080, 19425, 19455), (1080, 24288, 24312), (1080, 29150, 29170), (1080, 32391, 32409), (1080, 36442, 36458), (1080, 48594, 48606), (1080, 58315, 58325), (1080, 72896, 72904), (1080, 97197, 97203), (1080, 145798, 145802), (1080, 291599, 291601).

## Astronomia
- 1080 Orchis è un asteroide della fascia principale del sistema solare.

## Astronautica
- Cosmos 1080 è un satellite artificiale russo.